# Herbert Dill
Herbert Eduard Werner Dill (ur. 31 grudnia 1908 w Hanowerze, zm. 24 kwietnia 1942 w Berlinie) – niemiecki lekkoatleta, chodziarz, medalista mistrzostw Europy.
Zajął 16. miejsce w chodzie na 50 kilometrów podczas igrzysk olimpijskich w 1936 w Berlinie. Zdobył srebrny medal w tej konkurencji na mistrzostwach Europy w 1938 w Paryżu, za Haroldem Whitlockiem.
Był mistrzem Niemiec w chodzie na 50 kilometrów w 1938 oraz brązowym medalistą na tym dystansie w 1936 i 1937, a także mistrzem w drużynie w chodzie na 50 kilometrów w 1935.
Popełnił samobójstwo.